# Orinoco Flow
Orinoco Flow  is een single, geschreven door Roma Ryan en gezongen door de Ierse zangeres Enya.
De titel van het nummer verwijst zowel naar de Zuid-Amerikaanse rivier de Orinoco als naar de Londense Orinoco Studios (nu Miloco Studios), waar deze single werd opgenomen. Het is uitgebracht als de eerste single van haar tweede studioalbum Watermark (1988). Het nummer staat ook bekend als Sail Away, een zin die tijdens het refrein wordt herhaald. In 1998 werd een speciale editie uitgebracht als remix van zijn tienjarig jubileum.
Eind 1988 stond het drie weken lang op nummer 1 in de Top 40 en twee weken in de Single Top 100.
In 1992 gebruikt Mauro Picotto een sample van Orinoco Flow voor de househit We've Got to Live Together van RAF. 

## Hitnoteringen

### Nederlandse Top 40
| Hitnotering: 12-11-1988 t/m 28-01-1989 | Hitnotering: 12-11-1988 t/m 28-01-1989 | Hitnotering: 12-11-1988 t/m 28-01-1989 | Hitnotering: 12-11-1988 t/m 28-01-1989 | Hitnotering: 12-11-1988 t/m 28-01-1989 | Hitnotering: 12-11-1988 t/m 28-01-1989 | Hitnotering: 12-11-1988 t/m 28-01-1989 | Hitnotering: 12-11-1988 t/m 28-01-1989 | Hitnotering: 12-11-1988 t/m 28-01-1989 | Hitnotering: 12-11-1988 t/m 28-01-1989 | Hitnotering: 12-11-1988 t/m 28-01-1989 | Hitnotering: 12-11-1988 t/m 28-01-1989 | Hitnotering: 12-11-1988 t/m 28-01-1989 |
| Week                                   | 1                                      | 2                                      | 3                                      | 4                                      | 5                                      | 6                                      | 7                                      | 8                                      | 9                                      | 10                                     | 11                                     |                                        |
| -------------------------------------- | -------------------------------------- | -------------------------------------- | -------------------------------------- | -------------------------------------- | -------------------------------------- | -------------------------------------- | -------------------------------------- | -------------------------------------- | -------------------------------------- | -------------------------------------- | -------------------------------------- | -------------------------------------- |
| Nummer                                 | 15                                     | 6                                      | 3                                      | 1                                      | 1                                      | 1                                      | 2                                      | 9                                      | 16                                     | 28                                     | 37                                     | uit                                    |

### Nationale Hitparade Top 100
| Hitnotering: 29-10-1988 t/m 04-02-1989 | Hitnotering: 29-10-1988 t/m 04-02-1989 | Hitnotering: 29-10-1988 t/m 04-02-1989 | Hitnotering: 29-10-1988 t/m 04-02-1989 | Hitnotering: 29-10-1988 t/m 04-02-1989 | Hitnotering: 29-10-1988 t/m 04-02-1989 | Hitnotering: 29-10-1988 t/m 04-02-1989 | Hitnotering: 29-10-1988 t/m 04-02-1989 | Hitnotering: 29-10-1988 t/m 04-02-1989 | Hitnotering: 29-10-1988 t/m 04-02-1989 | Hitnotering: 29-10-1988 t/m 04-02-1989 | Hitnotering: 29-10-1988 t/m 04-02-1989 | Hitnotering: 29-10-1988 t/m 04-02-1989 | Hitnotering: 29-10-1988 t/m 04-02-1989 | Hitnotering: 29-10-1988 t/m 04-02-1989 | Hitnotering: 29-10-1988 t/m 04-02-1989 |
| Week                                   | 1                                      | 2                                      | 3                                      | 4                                      | 5                                      | 6                                      | 7                                      | 8                                      | 9                                      | 10                                     | 11                                     | 12                                     | 13                                     | 14                                     |                                        |
| -------------------------------------- | -------------------------------------- | -------------------------------------- | -------------------------------------- | -------------------------------------- | -------------------------------------- | -------------------------------------- | -------------------------------------- | -------------------------------------- | -------------------------------------- | -------------------------------------- | -------------------------------------- | -------------------------------------- | -------------------------------------- | -------------------------------------- | -------------------------------------- |
| Nummer                                 | 90                                     | 44                                     | 7                                      | 4                                      | 2                                      | 1                                      | 1                                      | 2                                      | 6                                      | 8                                      | 14                                     | 30                                     | 51                                     | 73                                     | uit                                    |

### NPO Radio 2 Top 2000
| Nummer met noteringen in de NPO Radio 2 Top 2000 | '99 | '00 | '01 | '02 | '03 | '04 | '05 | '06 | '07 | '08 | '09 | '10 | '11 | '12 | '13 | '14  | '15 | '16  | '17  | '18  | '19  | '20  | '21  | '22  | '23  | '24 |
| ------------------------------------------------ | --- | --- | --- | --- | --- | --- | --- | --- | --- | --- | --- | --- | --- | --- | --- | ---- | --- | ---- | ---- | ---- | ---- | ---- | ---- | ---- | ---- | --- |
| Orinoco Flow                                     | 427 | 556 | 673 | 432 | 477 | 475 | 437 | 497 | 535 | 484 | 656 | 747 | 694 | 794 | 843 | 1006 | 793 | 1027 | 1021 | 1004 | 1141 | 1047 | 1159 | 1137 | 1035 | 991 |

1. ↑  Een vetgedrukt getal geeft de hoogste notering aan.

## Trivia
Op het nummer is de kenmerkende staccatoklank "Pizzagogo" te horen, die werd ingespeeld op een Roland D-50.
Het nummer werd in 2023 gebruikt in de film Gran Turismo.